# Црква Свете Преподобне Мати Ангелине Српске у Туларима
Црква Свете Преподобне Мати Ангелине Српске у Туларима, насељеном месту на територији општине Уб, припада Епархији ваљевској Српске православне цркве.
У Туларима је постојала црква до 1949. године, када је порушена. Данашња црква, истог посвећења, подигнута је 2005. године и освећена 7. августа исте године, на истом месту.
У храму се налази део моштију Преподобне деспотице Ангелине чије се тело налази у манастиру Крушедол.